# Amae (principauté)
Cet article concerne la principauté de l'Antiquité. Pour le sentiment dans la culture japonaise, voir Amae.
L'Amae (ou Ama'u) est une principauté antique, située dans le nord de l'actuelle Syrie. L'Amae se trouvait au sud d'Alep et était vassal du Yamkhad, ou royaume d'Alep. Vers 1500 av. J.-C., conjointement avec le royaume de Yamkhad, il devient vassal du Mitanni, royaume hourrite. Peu après, une révolte fomentée par le roi de Yamkhad est matée.